# Pešta (županija)
Županija Pešta (madžarsko Pest vármegye) je županija v osrednjem delu  Madžarske. Področje županije v celoti obkroža glavno mesto Budimpešto, ki je sicer upravno središče županije.

### Mestna okrožja
- Érd (57.209)

### Mesta in večji kraji
| - Abony (15.781) - Albertirsa (11.457) - Aszód (5.972) - Biatorbágy (8.203) - Budakeszi (12.793) - Budaörs (24.228) - Cegléd (37.939) - Dabas (16.021) - Dunaharaszti (16.931) - Dunakeszi (29.208) - Dunavarsány (5.810) - Fót (16.195) - Göd (15.329) - Gödöllő (31.263) | - Gyál (21.184) - Gyömrő (13.669) - Kistarcsa (9.306) - Maglód (9.670) - Monor (20.975) - Nagykáta (12.865) - Nagykőrös (25.795) - Nagymaros (4.470) - Ócsa (8.785) - Örkény (4.973) - Pécel (12.740) - Pilis (10.721) - Pilisvörösvár (12.699) - Pomáz (14.405) | - Ráckeve (8.912) - Százhalombatta (16.963) - Szentendre (22.796) - Szigethalom (12.643) - Szigetszentmiklós (24.201) - Szob (2.960) - Tököl (8.799) - Törökbálint (10.978) - Tura (8.009) - Üllő (9.881) - Vác (33.903) - Vecsés (18.664) - Veresegyház (10.707) - Visegrád (1.654) |